# Irina Liščinska
Irina Anatolijivna Nedelenko-Liščinska (ukrajinsko Ірина Анатоліївна Неделенко-Ліщинська), ukrajinska atletinja, * 15. januar 1976, Makijivka, Sovjetska zveza.
Nastopila je na olimpijskih igrah v letih 2004 in 2008, ko je osvojila naslov olimpijske podprvakinje v teku na 1500 m. Na svetovnih prvenstvih je leta 2007 osvojila srebrno medaljo v isti disciplini.